# Виктория (отель, Кременчуг)
Отель «Виктория» — гостиница, существовавшая в городе Кременчуг (Полтавская область, Украина). Бывшее здание гостиницы используется как жилой дом. Представляет собой одно из немногих сохранившихся дореволюционных зданий города, входит в перечень памятников архитектуры.

## История
Гостиница была построена на одной из самых оживлённых улиц города, Херсонской (ныне улица Лейтенанта Покладова) в период до 1884 года. Располагалась напротив отеля «Пальмира». Считалась самой популярной и престижной гостиницей города. Один из гостей писал: «Гостиница „Виктория“ почти так же хороша как „Гранд-отель“ в Париже». 

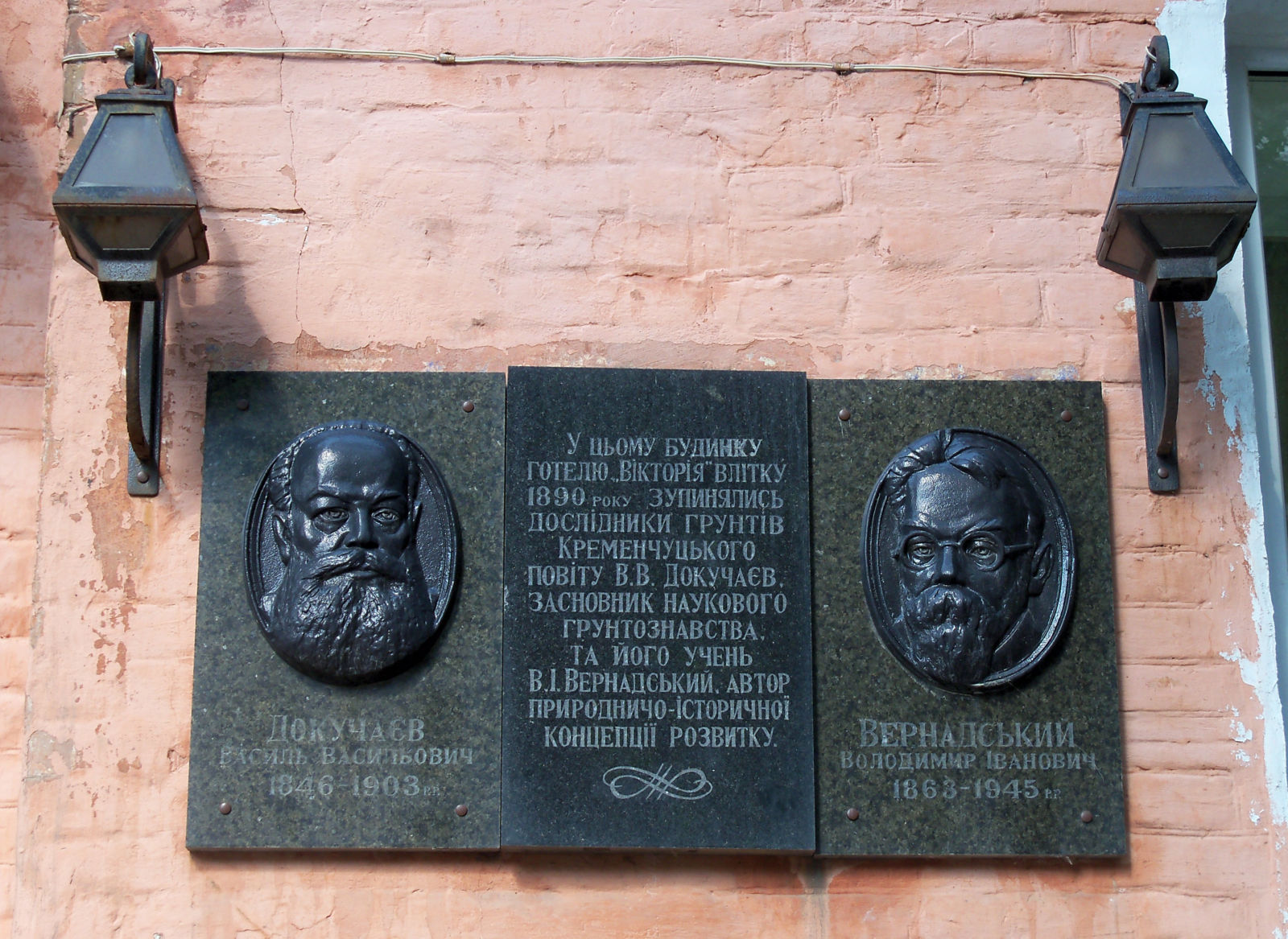
Доска, посвящённая Вернадскому и Докучаеву

В 1890 году в Кременчуг прибыла научная экспедиция под руководством известного русского учёного-почвоведа Василия Васильевича Докучаева. Докучаев остановился в «Виктории», здесь же по его рекомендации остановился будущий президент Украинской академии наук Владимир Иванович Вернадский, входивший в экспедицию. 19 апреля 2001 года на фасаде здания была установлена мемориальная доска в память об этих учёных (авторства Н. Анисимова и А. Котляра). В 2005 году в городе также установлен памятник Вернадскому.
В 1913 году в гостинице останавливались поэт Игорь Северянин и поэт и писатель Фёдор Сологуб, выступавшие в Пушкинской народной аудитории Кременчуга. Оба постояльца обедали и ужинали в ресторане отеля «Пальмира». Игорь Северянин позже писал в своих воспоминаниях: «Мы сидим в отдельном кабинете какого-то отеля. Вероятно, это был „Бристоль“ или „Астория“, ибо в каком же уважающем себя городе нет гостиницы с такими наименованиями?».
По воспоминаниям очевидца революции 1917 года, гостиница «Виктория» в тот период стала «подлинным революционным штабом», из которого координировалась революционная работа, и где проводилась запись в добровольцы.  После революции гостиница закрылась. На первом этаже разместился штаб Красной гвардии. В 1920-х годах на втором этаже находилась редакция газеты «Новый путь». В 1930-х годах на первом этаже размещалась организация Торгсин (Всесоюзное объединение по торговле с иностранцами). В 1936 году все торгсины в стране были ликвидированы.
Здание сохранилось во Вторую мировую войну, когда было уничтожено более 90 процентов города. После освобождения города от немецкой оккупации, 30 сентября 1943 года по улицам Кременчуга торжественным маршем прошли бойцы взвода охраны Гвардейского Знамени 17-го Гвардейского воздушно-десантного полка. Пройдя через парк МЮДа по улице Ленина (ныне Соборная) к центру города, взвод закрепил знамя в окне третьего этажа бывшей гостиницы — единственного уцелевшего здания на улице.
После Второй мировой войны в здании долгое время жил главный архитектор Кременчуга, Лев Миронович Шлапаковский, при котором велось комплексное восстановление разрушенного города.
По состоянию на 2016 год, балконы исторического здания, памятника архитектуры, находятся в аварийном состоянии.